# Andrew Aitken (cầu thủ bóng đá, sinh 1909)
Đối với những người có tên tương tự, xem trang điều hường Andrew Aitken
Andrew Liddell Aitken (25 tháng 9 năm 1909 – 1984) là một cầu thủ bóng đá thi đấu ở Football League cho Liverpool và Hartlepools United. Ông sinh ra ở Newcastle upon Tyne, Anh.